# Schizoglossum saccatum
Schizoglossum saccatum är en oleanderväxtart som beskrevs av P.V. Bruyns. Schizoglossum saccatum ingår i släktet Schizoglossum och familjen oleanderväxter. Inga underarter finns listade i Catalogue of Life.